# Slagskämpen (film)
Slagskämpen är en svensk film från 1984 i regi av Tom Clegg.

## Om filmen
- Filmen hade svensk premiär 31 augusti 1984.
- Filmen spelades in i Stockholm med exteriörer från Arlanda med flera platser.
- Fotograf var Jörgen Persson.
- Som förlaga har man en fri bearbetning av  Harry Kullmans roman Slagskämpen som utgavs 1980.

## Roller i urval
- Dennis Hopper - Miller, amerikansk CIA-man
- Hardy Krüger - Mandell, forskare och vetenskapsman
- Gösta Ekman - Stig Larsson, SÄPO-chef
- David Wilson - Baxter, teknisk rådgivare åt Mandell
- Kåre Mölder - Thomas Kallin, 25 år
- Celia Gregory - Theresa Hagen, Mandells personliga assistent
- Lena Endre - Astrid, Thomas' fästmö
- Per Mattsson - Sven, Larssons medhjälpare
- Leif Ahrle - försvarsministern
- Torsten Wahlund - Blom, Mandells chaufför
- János Herskó - Laszlo, vapenhandlare
- Lill Lindfors - receptionisten hos Mandell
- Jan Hermfelt - Johnsson, kustjägaren som Thomas slår ner i bastun
- Charlie Elvegård - Steve, programmerare på SÄPO
- Carl-Ivar Nilsson - kapten vid kustjägarna

## Filmmusik i urval
- The Inside Man, kompositör Anthony More, text Anthony More och Matt Irving, sång P.P. Arnold